# Uncia (mértékegység)
Az uncia az angolszász országokban elterjedt tömeg-, illetve űrmérték.

## Alegységei
Tömeg:
- 1 uncia (GB) víz tömege = 28,3495 g
- 1 ONZ uncia (GB, US) = 28,349523 g
- 1 APZ uncia (GB, US) = 31,10348 g
- 1 oz t uncia (GB, US) = 31,10348 g (Troy uncia, 1/12 troy font, manapság nemesfémeknél használják)

Űrmérték (folyadékok mérésére):
- 1 US uncia (oz, OZA)= 29,5735296 ml
- 1 GB (birodalmi) uncia (OZI) = 28,414 ml,
- 1 cup (GB) = 10 uncia (GB) = ½ pint (GB) = ¼ quart = 1/16 gallon
- 1 cup (US) = 8 uncia (US) = ½ pint (US)